# Antáquia
Antáquia ou Antioquia (em turco: Antakya; em árabe: انطاكية; romaniz.: Anṭākyä; em siríaco: ܐܢܛܝܘܟܝܐ; Anṭiokia; em grego: Ἀντιόχεια; Antiókheia ou Antiócheia), a antiga Antioquia na Síria ou Antioquia no Orontes, é uma cidade e distrito do sul da Turquia. É a capital da província de Hatai e faz parte da região do Mediterrâneo. O distrito tem 703 km² de área e em dezembro de 2021 tinha 393 634 habitantes (densidade: 559,9 hab./km²).
Situada junto à fronteira com a Síria, nas margens do rio Orontes, a cidade tem grande importância histórica para o cristianismo, pois foi um dos primeiros e mais importantes centros dessa religião e o local onde os seguidores de Jesus foram chamados cristãos pela primeira vez. Foi capital regional durante o Império Bizantino e durante as cruzadas as suas muralhas maciças também tiveram um papel importante.